# Buffalo Springfield (collection)
Albums de Buffalo Springfield
Retrospective: The Best of Buffalo Springfield
(1969) Buffalo Springfield (Box Set)
(2001)
Buffalo Springfield (Collection)  (1973) est une compilation de titres du groupe de rock américain et canadien, Buffalo Springfield. Les enregistrements ont été faits en 1966 et 1967. L'album comprend une version de 9 minutes de Blue Bird qui n'a pas été diffusée par la suite en CD.
Il a été produit par Richie Furay, Stephen Stills, Neil Young, Ahmet Ertegün, Charles Greene, Jack Nitzsche, Brian Stone et Jim Messina.
L'album a été diffusé en 1973 sous la forme d'un double LP.

## Titres de l’album

### Face 1
| No | Titre                                      | Durée |
| -- | ------------------------------------------ | ----- |
| 1. | For What It's Worth (S. Stills)            | 3:00  |
| 2. | Sit Down, I Think I Love You (S. Stills)   | 2:30  |
| 3. | Nowadays Clancy Can't Even Sing (N. Young) | 3:26  |
| 4. | Go and Say Goodbye (S. Stills)–            | 2:19  |
| 5. | Pay the Price (S. Stills)                  | 2:35  |
| 6. | Burned (N. Young)                          | 2:14  |
| 7. | Out of My Mind (N. Young)                  | 3:05  |

### Face 2
| No | Titre                         | Durée |
| -- | ----------------------------- | ----- |
| 1. | Mr. Soul (N. Young)           | 2:35  |
| 2. | Bluebird (S. Stills)          | 9:00  |
| 3. | Broken Arrow (N. Young)       | 6:13  |
| 4. | Rock & Roll Woman (S. Stills) | 2:44  |

### Face 3
| No | Titre                              | Durée |
| -- | ---------------------------------- | ----- |
| 1. | Expecting to Fly (N. Young)        | 3:29  |
| 2. | Hung Upside Down (S. Stills)       | 3:24  |
| 3. | A Child's Claim to Fame (R. Furay) | 2:09  |
| 4. | Kind Woman (R. Furay)              | 4:10  |
| 5. | On the Way Home (N. Young)         | 2:25  |
| 6. | I Am a Child (N. Young)            | 2:15  |

### Face 4
| No | Titre                                               | Durée |
| -- | --------------------------------------------------- | ----- |
| 1. | Pretty Girl Why (S. Stills)                         | 2:24  |
| 2. | Special Care (S. Stills)                            | 3:30  |
| 3. | Uno Mundo (S. Stills)                               | 2:00  |
| 4. | In the Hour of Not Quite Rain (R. Furay, M. Callen) | 3:45  |
| 5. | Four Days Gone (S. Stills)                          | 2:53  |
| 6. | Questions (S. Stills)                               | 2:52  |

## Musiciens
- Neil Young - guitare, chant
- Stephen Stills - guitare, chant
- Richie Furay - guitare, chant
- Bruce Palmer - guitare basse sur les faces 1 et 2 et Expecting to Fly, Hung Upside Down, A Child's Claim to Fame
- Jim Messina - guitare basse  sur King Woman, On the Way Home, I Am a Child et face 4, chant
- Dewey Martin - batterie, chant